# Минута славы
«Мину́та сла́вы» — развлекательная телепрограмма и шоу талантов, где любой человек может показать свои уникальные способности. Премьера программы состоялась 17 февраля 2007 года на «Первом канале». Является лицензионным аналогом британского шоу Саймона Ковелла «Britain’s Got Talent» («В Британии есть таланты»). Существует в более чем 40 странах мира.
Производитель — телекомпания «ВИD» и «Сохо Продакшн», с 26 августа 2007 года — «Красный квадрат», «Белая студия» (2008) и «Красная студия» (с 2009 по 2013 год).

## Правила
В первом и втором сезоне менялись правила, но оставалось одно — показать уникальные способности. В первом сезоне, если номер чем-то не устраивал судью, он мог нажать на кнопку: если все три судьи нажали кнопку, номер прерывался. Во втором сезоне номер доводился до конца. Судьи говорили: «да» или «нет». Если номер понравился судьям, он проходит в полуфинал, а затем в финал. Начиная со 2 сезона участники проходили уже в финал, потому что полуфиналов не было.
В первых трёх, а также в седьмом сезонах победитель шоу получал 1 000 000 рублей. В 4-том сезоне победитель шоу получил 10 000 000 рублей. С середины четвёртого сезона (с 5 октября по 29 декабря 2009 года) каждую неделю от «Эльдорадо» разыгрывались денежные призы среди телезрителей.
В 5 сезоне победитель шоу получал 1 000 000 рублей, 1 кг золота и контракт с одним из московских цирков.
В 6 сезоне правила изменились. Во-первых, название изменилось на «Минута славы. Мечты сбываются!» (борьба за исполнение своей мечты). Это означало, что жюри в конце каждого отборочного тура выбирало одного участника (мог быть даже тот, кто не прошёл до зрительского голосования) и давало ему выбор: либо его мечта исполнялась, либо он проходил в финал напрямую, то есть без зрительского голосования и продолжал борьбу за главный приз сезона — 1 000 000 рублей. Во-вторых, у участников появились наставники. Кармен Рюст и Эдгард Запашный наставляли участников цирковых жанров (с 9 отборочного тура — Светлана Дружинина и Игорь Жижикин), а Анастасия Заворотнюк и Егор Дружинин — участников в остальных артистических жанрах. Газета «Московский комсомолец» давала шанс на «Минуту славы»: те участники, за которых в течение сезона голосовали читатели газеты, могли участвовать в финале и даже выиграть миллион рублей.
В 7 сезоне шоу, по новому сценарию, часть выступлений участников «Минуты славы» теперь снимались не в студии, а под открытым небом. На этот раз организаторы решили, что участники обязательно должны были представлять Россию, а потому и девиз проекта на этот раз — «Минута славы шагает по стране». Участие иностранных гостей теперь было исключено. В честь 5-летнего юбилея продюсеры даже изменили стандартные правила программы. Теперь съёмочная группа ездила по городам России и снимала уникальные номера прямо в гостях у конкурсантов, которые по разным причинам не могли приехать в Москву. По новым правилам, именно за такие номера жюри не голосовало. За них голосовали зрители в зале. В полуфинал попадали те участники, за которых проголосовало не менее 15 % зрителей в студии. Также не было наставников, которые раньше поддерживали конкурсантов.
В 8-м олимпийском сезоне под названием «Минута славы. Олимпийский сезон» (позже переименовано в «Минута славы. Дорога на Олимп») участники боролись за право принять участие в церемонии открытия Зимних Олимпийских Игр в Сочи и выиграть миллион рублей. В этом сезоне в кресле члена жюри вместе с обычными тремя судьями в каждом выпуске обязательно сидел один представитель спорта, так как это олимпийский сезон. Также в VIP-ложе в каждом выпуске присутствовали разные гости со своими эксклюзивными подарками, которые они в самом конце тура вручали понравившемуся участнику. В полуфиналах участники сражались дуэлью, в итоге только один из этой дуэли проходил в финал, а остальные выбывали. Финал был разделён на 2 части: в первом участники сражались за миллион рублей, а во втором — за участие в церемонии открытия XXII зимних Олимпийских игр в Сочи.
21 сентября 2016 года «Первый канал» объявил кастинг на новый, юбилейный сезон, который стартовал 4 февраля 2017 года. В 9 юбилейном сезоне правила изменились. Для того, чтобы пройти дальше, участник должен был получить от жюри минимум три «да». Если голоса разделялись поровну (по два), участник решал свою судьбу сам, подбрасывая «монету славы». Если выпадала белая сторона, участник оставался в проекте, если красная, — выбывал. Главный приз — 5 000 000 рублей.
В полуфинале правила изменились. Чтобы участник прошёл дальше, за него должны были проголосовать минимум три члена жюри. Ведущий один раз за каждый выпуск имел право спасти любого конкурсанта. В финал прошли всего 11 участников, в суперфинал — те, которые набрали наибольшее количество баллов. Три участника, набравшие наименьшее количество баллов, покинули проект.
Суперфинал состоялся 29 апреля, и во время него вручили пять миллионов рублей победителю, три миллиона — занявшему второе место, а один миллион — занявшему третье место.

## Ведущие
В первом и втором сезонах передачу вёл Гарик Мартиросян, в третьем сезоне — Александр Цекало (во втором сезоне был постоянным членом жюри), в четвёртом сезоне — Александр Олешко и Вилле Хаапасало.
Начиная с пятого сезона передачу вели Александр Олешко и Юлия Ковальчук, а в шестом сезоне к ним присоединились ведущие в «красной комнате» — Дмитрий Шепелев и ведущие-наставники Анастасия Заворотнюк и Егор Дружинин, а также Эдгард Запашный и Кармен Рюст (первая часть 6 сезона), Светлана Дружинина и Игорь Жижикин (вторая часть 6 сезона). В седьмом сезоне создатели программы решили отказаться от звёздных наставников, а участников направляли режиссёры и продюсеры. Седьмой и восьмой сезоны вели Александр Олешко и Дмитрий Шепелев, а в той же «красной комнате» в седьмом сезоне конкурсантов встречала Юлия Ковальчук. Ведущим девятого сезона стал Михаил Боярский, ранее несколько раз приглашавшийся в качестве члена жюри.
Ведущие гала-концертов: в третьем сезоне — Ксения Собчак и Александр Цекало, в четвёртом сезоне — Вилле Хаапасало, Александр Олешко, Дима Билан (гала-концерт по случаю открытия сезона), Дмитрий Нагиев и Филипп Киркоров (новогодний гала-концерт), в пятом сезоне — Александр Олешко (открытие сезона), в шестом сезоне — Александр Олешко, Юлия Ковальчук, Валдис Пельш и Яна Чурикова (открытие сезона).

## Судьи
- 1 сезон: Александр Масляков, Татьяна Толстая[38] и третий приглашённый судья.
- 2 сезон: Александр Масляков, Татьяна Толстая и Александр Цекало[39].
- 3 сезон: Александр Масляков, Татьяна Толстая и третий приглашённый судья[40].
- 4 сезон: Александр Масляков, Леонид Парфёнов[41] и третий приглашённый судья.
- 5 сезон: Александр Масляков, Мария Шукшина[42] и третий приглашённый судья.
- 6 сезон: Александр Масляков, Лариса Гузеева[43] и третий приглашённый судья.
- 7 сезон: Александр Масляков, Лариса Гузеева, Сергей Юрский[44] и четвёртый приглашённый судья.
- 8 сезон: Александр Масляков, Лариса Гузеева, третий и четвёртый приглашённые судьи.
- 9 сезон: Владимир Познер, Рената Литвинова, Сергей Светлаков и Сергей Юрский[45].

## Победители
- 1 сезон (2007) — Максим Токаев (юный аккордеонист)[46]
- 2 сезон (2007) — Дмитрий Булкин (участвовал в шоу, будучи профессиональным акробатом, работавшим в Cirque du Soleil[47][48])
- 3 сезон (2008) — коллектив «Грация» (пластика)[49]
- 4 сезон (2009—2010) — Александр и Сергей Гринченко (акробаты)[50]
- 5 сезон (2010—2011) — Виктор Кочкин и Даниил Анастасьин (безногие брейк-дансеры)[51]
- 6 сезон (2011—2012) — Игорь Буторин (хулахупы)[52]
- 7 сезон (2012—2013) — группа «I Team» (прыжки на батуте)[53]
- 8 сезон (2013—2014) — Ольга Трифонова (воздушная гимнастка); Александр Магала (глотатель шпаг)[54], Никита Измайлов (жонглёр)
- 9 сезон (2017) — Геворг и Андраник Варданяны (силовая пара)[55]

## Международные конкурсы
- 3 января 2010 года в России прошёл первый международный конкурс среди участников «Минуты славы» из разных стран[56]. Иностранных участников судили российские члены жюри: председатель жюри — президент КВН Александр Масляков, журналист Леонид Парфёнов и актриса Вера Алентова. Российских участников судили жюри из других стран. На каждого выступающего иностранного участника приходился один участник из России, которого оценивали жюри той страны, представитель которой выступил до российского представителя. Оценивание проходило по 10-балльной системе. Страны-участницы: Израиль, Россия, США, Франция, Германия и Аргентина. Ведущие конкурса — певец Филипп Киркоров и актёр Дмитрий Нагиев (по ходу программы сменяли друг друга), в «красной комнате» актёры — Александр Олешко и Вилле Хаапасало. Между выступлениями участников с песнями выступали российские артисты: Филипп Киркоров, Людмила Гурченко и Дима Билан, Александр Олешко и Катя Старшова, Сергей Лазарев и Лера Кудрявцева, Дмитрий Нагиев и группа «ВИА Гра». Победителем стал участник из России — Гагик Айдинян (двойник Майкла Джексона).
- 9 и 16 июля 2011 года в 5 сезоне шоу «Минута славы» прошёл очередной международный турнир в 2 частях[57][58], где выступали участники из России, Швеции, США, Германии, Великобритании, Франции, Китая, Южной Африки. Оценивали участников Сергей Гармаш, Марина Неёлова, Ирина Роднина, Эмир Кустурица[59]. Этот конкурс выиграли гости из Южной Африки, при этом набрав больше всех очков — 40 баллов, и получили международный кубок «Минуты славы» 2010—2011. Провели это состязание Александр Олешко и Юлия Ковальчук.
- 4 сентября 2011 года в России прошло открытие 6 сезона проекта с грандиозной премьеры «Россия против Америки»[60], которую провели Александр Олешко, Юлия Ковальчук, Валдис Пельш и Яна Чурикова. Судьи выставляли оценки по 10-балльной системе. Российских участников оценивали американское жюри, а американцев — российское жюри: Александр Цекало, Кристина Орбакайте, Александр Масляков и Кармен Рюст[37]. В итоге по 40 баллов набрали Александр и Сергей Гринченко (Россия) и Rigolo (Америка).
- 3 и 17 июня 2012 года состоялся международный конкурс впервые на двух сценах в виде 2 гранд-финалов[61][62], где состязались финалисты 2011 года из Чехии, Великобритании, Германии, Китая, США, Филиппин, России. Российское жюри выставляло оценки по 10-балльной системе. В первом финале победил участник Liu Wei из Китая, а во втором финале — Виктор Кочкин и Даниил Анастасьин (Россия, победители 5 сезона), набрав по 40 баллов. Гранд-финал провели Дмитрий Шепелев и Юлия Высоцкая[63].

## Гимны
Припев первого гимна (автор стихов — Леонид Каганов), исполняют Марк Тишман и Виктория Дайнеко (2007—2011):
Дайте же по праву

Мне минуту славы,

Дайте мне минуту…

Я блесну талантом,

Словно бриллиантом,

И известен стану всей стране.
Припев нового гимна (2011), который исполнили Александр Олешко, Юлия Ковальчук и группа «Карлос & Пиндос»:
Сотни зрителей ждут у экрана.

Если талантлив ты, крикнут «Браво!»

Будет старт тебе — это немало.

Всё начинается с «Минуты славы».
Песня, спетая как вступление в 1-м полуфинале 6 сезона (2012). Была взята музыка из песни «Пора-пора» из фильма «Д’Артаньян и три мушкетёра». Исполняли Михаил Боярский, Александр Олешко, Юлия Ковальчук, Светлана Дружинина, Игорь Жижикин и другие. Припев:
Пора-пора свой талант тебе нам показать,

Пора в «Минуте славы» на «Первом» выступать.

Пока-пока стесняешься сюда приехать ты,

Чужие здесь сбываются мечты.
В 2017 году в конце программы Михаил Боярский исполняет несколько изменённую версию гимна 2007—2011 годов (на тот же мотив, авторы новых слов — Кирилл Нечаев и Глеб Васильев):
Все мы здесь по праву

На «Минуте славы»

Дарим эту радость всей стране.

Лучшее мгновение —

Быть на этой сцене.

Выпал этот шанс тебе и мне.

## Факты
- Самый юный участник — 2,5 года (Марк Вишня[65], 1-й сезон), самая пожилая участница — 81 год (Майя Колодина, 2-й сезон)[66].
- Самый далёкий город, из которого приезжали участники — Гавана (северо-запад острова Куба, примерно 9 621 км от Москвы) (коллектив «Найфэ» («Nayfe», которые выступали во 2 сезоне, в 3 выпуске под номером 1).
- В 1-м сезоне в полуфинал проходили только те участники, которые по итогам зрительского голосования набрали более 5000 голосов[67]. Только в этом сезоне были сначала 3 полуфинала, а затем финал. Со 2-го сезона участники, занявшие 1, 2, 3 места, проходят сразу в финал (количество голосов измеряются процентами).
- В 1-м сезоне во время 3 полуфинала близнецы Страховы из Одессы показывали акробатический номер, но вдруг их выступление прервалось. Даниил, хромая, ушёл со сцены, Илья — за ним. Выяснилось, что, выполняя очередной трюк, Илья ударом пятки перебил брату ахиллово сухожилие[68].
- Во 2-м сезоне проекта в 8, 10, 11 отборочных турах на сцену выходили зрители из студии и выступали[69].
- Некоторых участников во 2-м и 4-м сезонах спасали читатели газеты «Комсомольская правда», которые тоже выступали в финале[70][71][72][73][74].
- В новогоднем выпуске 2008 года Филипп Киркоров начал спорить с ведущим, Александром Цекало, что может сделать батман (сложное балетное па), после чего Цекало попросил Киркорова продемонстрировать это. Но Филипп в первые же секунды своего пребывания на сцене поскользнулся и упал[75]. Видео с падением Филиппа Киркорова было просмотрено на YouTube больше трёх миллионов раз[76].
- 26 марта 2010 года в эфир вышел выпуск, съёмки которого прошли 18 января, третьим членом жюри стала Народная артистка РСФСР Валентина Толкунова, как оказалось, программа «Минута славы» подарила зрителям одну из последних встреч с певицей[77], скончавшейся за несколько дней до эфира[78].
- Неожиданностью стало появление на февральской съёмке 5-го сезона программы Премьер-министра России Владимира Владимировича Путина[79], который поднялся на сцену «Минуты славы» и обратился к участникам программы и всем её зрителям[80]. Премьера приветствовали продолжительными овациями.
- В 8 сезоне изменились правила голосования. Судьбу участников решали судьи и зрители. Каждый из членов жюри говорил конкурсанту «да» или «нет». Если минимум трое членов жюри голосовали за участника, он проходил в полуфинал. Если голоса судей распределялись в соотношении 50/50, они принимали решение коллегиально. В финале состоялось зрительское голосование, которое и определило победителя[81].

### Инциденты
- 28 ноября 2010 года в программе произошёл несчастный случай: во время исполнения акробатического номера участник из Фокино Брянской области Михаил Некрасов упал с пятиметровой высоты[82]. Акробат получил тяжёлые травмы — перелом руки, ноги и сотрясение мозга[83], но остался жив[84].
- В 6 сезоне, в 6 отборочном туре во время выступления трио «Везувий» один из его участников, заведомо отличающийся крепким телосложением, по сюжету должен был раскрутить вокруг себя две пустые продуктовые тележки, но он поскользнулся и упал[85], опрокинув тележки на себя. Зрители не сразу поняли, что произошло: выступление изначально строилось по принципу «стёба над самим собой», но на сцену тут же выбежали наставники, и музыка была остановлена. Егор Дружинин сказал, что его подопечные уже опрокидывались во время репетиции, и попросил ведущих разрешить продолжить выступление — с места, где ребята упали. И выступление продолжилось.

## Пародии
- «Минуту славы» спародировала команда КВН «Астана.kz» на 1/4 финала 2007 года, показав переозвученные фрагменты мультфильма «Шрек 2»[86].
- В 91-м выпуске программы ТНТ «Comedy Club» от 2 июня 2007 года была показана пародия на «Минуту славы» в исполнении Гарика Мартиросяна и Гарика Харламова[87].
- Передача два раза пародировалась в шоу «Первого канала» «Большая разница» (выпуски от 1 января 2008 и от 11 июня 2009 года), причём в обоих случаях ведущих (Гарика Мартиросяна в первой пародии и Александра Цекало во второй) пародировал один и тот же актёр — Михаил Полицеймако[88][89].
- В выпуске программы «Первого канала» «Yesterday Live» от 13 марта 2011 года была пародия, относящаяся к программе немного отдалённо. Пародия представляла собой интервью работников Останкинской телестудии по поводу появления на съёмках премьер-министра России Владимира Путина. Также «Минуту славы» спародировали в выпуске от 11 декабря 2011 года.

## Критика
Телекритик Сергей Беднов, рецензируя телепередачу, отмечал:

«Создатели, анонсируя программу, утверждают, что проводили отборочные туры по всей России. Интересно, какими принципами они при этом руководствовались? <…> Среди участников оказались и подготовленные опытными педагогами полупрофессиональные хореографические коллективы — из числа тех, что раньше выступали в «Утренней звезде». И откровенные дилетанты, прежде поражавшие своими талантами лишь соседей во время застолий (их появление было бы гораздо уместнее в рубрике «Слабо?» в программе «Сам себе режиссёр»). И просто спортивные люди, хорошо владеющие своим телом. Лишь два-три участника шоу были действительно уникальны. Про остальных хотелось спросить: и это всё, чем богат наш народ? Этот мужик, похожий на Пьеху? Эта тётка, отбивающая чечётку?»
Во втором сезоне выяснилось, что в передаче наравне с любителями под видом простых людей участвовали профессиональные артисты. Победитель состязаний Дмитрий Булкин, «автослесарь из Кубинки», оказался артистом Cirque du Soleil, с 2010 года работает на площадках Лас-Вегаса. А участница Ирина Казакова, «продавщица цветочного магазина», была мастером спорта международного класса по гимнастике:

«В результате, если доверять свидетельствам участников телеконкурса, оказались введёнными в заблуждение десятки миллионов зрителей во всём мире, с доверием относившиеся к Первому каналу. Пострадали, столкнувшись с обманом и фальшью, дети — участники состязания. Мальчики-сироты и девочки-инвалиды были вынуждены соревноваться с мировыми цирковыми звёздами, мастерами спорта международного класса и народными артистами, не зная об этом. Телезрители, введённые в заблуждение, голосовали за „автослесарей“, „водителей троллейбусов“, „продавщиц“, не представляя, что этот конкурс смешал и дилетантов, и „профи“ высочайшего класса. В итоге, как сообщил тульским СМИ В. А. Родин, тому же 13-летнему Алёше Голобородько [финалист „Минуты славы — 2“, ученик Родина] „нанесена тяжелейшая моральная травма“, тренер и ребёнок решили, что больше на такие „телешоу“ не поедут  <…>  тренеру Родину до сих пор стыдно перед детьми — участниками конкурса за ту неправду, с которой ребята столкнулись»— «Советская Россия» от 29 декабря 2007 года, статья В.Отставных
Фёдор Раззаков в своей книге «Блеск и нищета российского ТВ» назвал шоу «Минутой позора».
Обозреватель «Собеседника» Ольга Сабурова считает, что в последних сезонах шоу утратило свои позиции:

«Конкурс талантов, каким было когда-то шоу «Минута славы», превратился в парад фриков. Падающие рейтинги пытаются поднять растущим числом звёзд. Доходит до абсурда — 9 ведущих на один выпуск. <…> В самом начале «Минута славы» была тем и хороша, что на ней можно было увидеть народные таланты и отдохнуть от растиражированных физиономий. Теперь их стало столько, сколько везде. И даже, как мы видим, больше»

## Резонансные эпизоды
В девятом сезоне несколько раз подвергались критике оценки и некорректные высказывания членов жюри. В частности, критике были подвергнуты высказывания Владимира Познера, Сергея Юрского и Ренаты Литвиновой в адрес 8-летней девочки Вики Стариковой, исполнившей песню Земфиры «Жить в твоей голове». Выступление девочки Познер назвал родительским тщеславием, что вызвало недоумение у матери Вики. После резких высказываний судей девочка расплакалась, но несмотря на это, прошла дальше. Продюсер Максим Фадеев назвал мнение жюри «неприятным событием» и заявил, что «девочку обидели незаслуженно».
Выпуск от 4 марта 2017 года того же сезона вызвал не менее бурную реакцию в интернет-СМИ и социальных сетях. В нём был показан танцевальный номер с участием Алёны Щеневой и Евгения Смирнова (инвалида, брейк-дансера, потерявшего в 2012 году одну ногу в результате ДТП). Резонансным оказалось не только само выступление, но и реакция со стороны судей проекта Владимира Познера и Ренаты Литвиновой. Отметив своё восхищение, Познер заявил следующее: «Когда человек выходит, как вы, без ноги, то невозможно сказать нет. Нет защиты против этого — ну просто сил нет». Познер добавил, что «его очень задевает, когда в искусстве используют такие приёмы», и проголосовал против дальнейшего участия пары в шоу. Литвинова же попросила Смирнова «пристегнуть вторую ногу, чтобы не использовать запрещённые приёмы». Сергей Юрский же выразил однозначное восхищение от номера, а Сергей Светлаков призвал зрителей в студии поаплодировать инвалиду ещё раз. Спустя несколько дней «Первый канал» уволил сотрудника Дирекции музыкальных и развлекательных программ, принимавшего у компании-производителя выпуск передачи и доводившего его до эфира за то, что он не вырезал из эфира слова, вызвавшие скандал. Главный продюсер Дирекции музыкального и развлекательного вещания канала Юрий Аксюта от комментариев на эту тему отказался.
Следующий выпуск программы, вышедший в эфир 11 марта, начался с обсуждения данного скандала, в ходе которого Владимир Познер и Рената Литвинова принесли участнику свои извинения, но, несмотря на это, Евгений Смирнов объявил в эфире, что покидает проект. Это первый подобный случай в истории шоу.

## Рейтинги
| Сезон | Самый рейтинговый выпуск сезона (дата эфира — рейтинг/ доля) | Наименее рейтинговый выпуск сезона (дата эфира — рейтинг/ доля) |
| ----- | ------------------------------------------------------------ | --------------------------------------------------------------- |
| 1     | 21.04.2007 — 11.3/ 32.8                                      | 14.04.2007 — 9.3/ 25.2                                          |
| 2     | 09.12.2007 — 12.2/ 31.0                                      | 26.08.2007 — 6.7/ 23.0                                          |
| 3     | 28.12.2008 — 9.3/ 24.7                                       | 07.09.2008 — 5.6/ 17.8                                          |
| 4     | 03.01.2010 — 9.9/ 25.8                                       | 25.09.2009 — 4.6/ 15.2                                          |
| 5     | 16.10.2010 — 9.0/ 26.2                                       | 07.03.2011 — 3.5/ 12.8                                          |
| 6     | 30.10.2011 — 6.9/ 19.3                                       | 06.05.2012 — 2.7/ 9.9                                           |
| 7     | 24.11.2012 — 5.5/ 15.6                                       | 20.10.2012 — 4.0/ 11.9                                          |
| 8     | 21.09.2013 — 5.2/ 16.7                                       | 14.12.2013 — 3.5/ 9.7                                           |
| 9     | 04.02.2017 — 4.8/ 13.7                                       | 29.04.2017 — 2.6/ 9.3                                           |